# Святой Пётр (пакетбот)
«Святой Пётр» — парусный пакетбот, участник Второй камчатской экспедиции под руководством капитан-командора Витуса Беринга.

## Описание судна
«Святой Пётр» представлял собой парусный деревянный пакетбот водоизмещением 200 тонн и грузоподъёмностью 100 тонн, был одним из двух судов одноимённого типа. Пакетбот нёс парусное вооружение брига. Длина пакетбота составляла 24,4 метра, ширина — 6,7 метра, а осадка — 2,9 метра. На судне были установлены 14 орудий малого калибра: девять 3-фунтовых и пять 2-фунтовых чугунных пушек. Экипаж пакетбота состоял из 75 человек.
Пакетбот был одним из 18 парусных и парусно-гребных судов Российского императорского флота, носивших это наименование. После кораблекрушения в 1742 году его экипажем был построен одноимённый гукор. Такое же наименование носила первая парусная яхта Петра I, в составе Балтийского флота несли службу 6 парусных линейных кораблей 1720, 1741, 1760, 1786, 1794 и 1799 годов постройки, один парусный фрегат 1710 года постройки и галера 1704 года постройки, а также захваченный у шведов в 1704 году галиот, бригантина, купленная в 1787 году, и гукор, купленный в 1772 году. В составе Черноморского флота служил одноимённый бомбардирский корабль, переоборудованной в 1788 году из галиота «Тарантул», в составе Каспийской флотилии — 2 гекбота 1723 и 1726 годов постройки и шнява 1746 года постройки, а в составе Охотской флотилии — галиот 1768 года постройки.

## История службы
Пакетбот «Святой Пётр» был построен на Охотской верфи и после спуска на воду 29 июня (10 июля) 1740 года вошёл в состав Сибирской флотилии России. Строительство вели корабельный мастер ластовых судов М. Ругачёв и мастер шлюпочного и ботового дела А. И. Кузьмин.

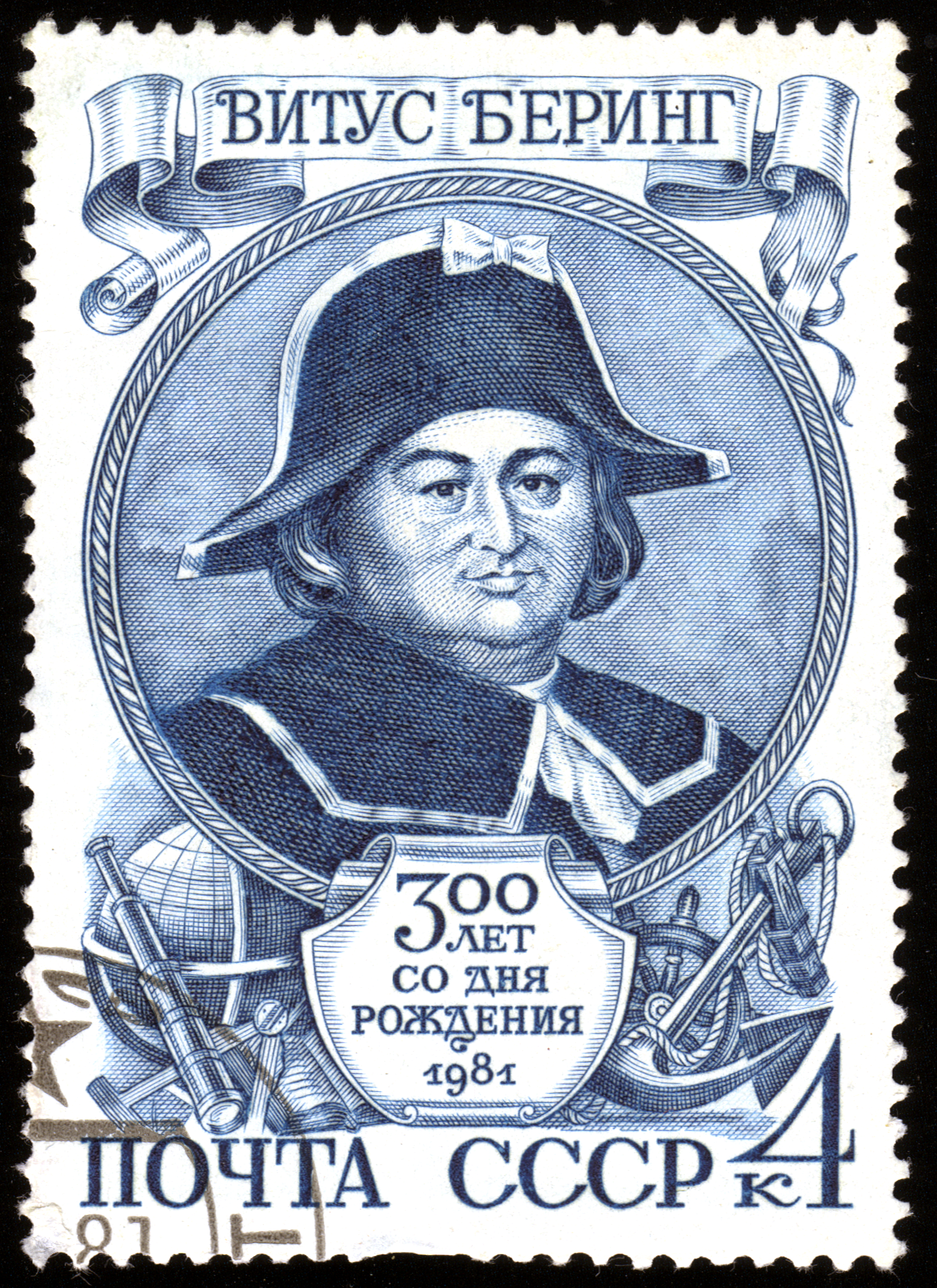
Портрет Витуса Беринга на почтовой марке СССР 1981 года

Принимал участие во Второй камчатской экспедиции. 8 (19) сентября 1740 года во главе отряда из двух судов покинул Охотск и взял курс к берегам Камчатки. 6 (27) октября отряд вошёл в Авачинскую губу, где оба судна зазимовали в бухте, названной в их честь Петропавловской. 4 (15) июня 1741 года оба пакетбота вышли в Тихий океан с целью поиска «Земли Жуана да Гамы», однако из-за сильного тумана 20 июня (1 июля) суда потеряли друг друга. После нескольких дней бесплодных попыток найти второй пакетбот экипаж «Святого Петра» продолжил экспедицию самостоятельно.
Пакетбот взял курс на восток и 16 (27) июля достиг побережья Северной Америки в районе горы Святого Ильи. 20 (31) июля для пополнения запасов пресной воды судно подошло к острову Каяк, одновременно с этим для изучения флоры и фауны на остров высаживался адъюнкт Академии наук Г. В. Стеллер. На следующий день пакетбот вышел в море и направился к берегам Камчатки и 27 июля (7 августа) пришёл к острову Кадьяк. После этого экспедицией были открыты Евдокеевские острова и остров Туманный.
C 28 августа (9 сентября) по 6 (17) сентября «Святой Пётр» находился в районе островов Шумагина. В последующем плавании по направлению к Камчатке, южнее Алеутских островов были открыты острова Святого Иоанна, Святого Маркиана и Святого Стефана. В течение плавания к 4 (15) ноября от цинги умерли 12 членов экипажа, запасы пресной воды и продовольствия к этому времени также подошли к концу. В связи с этим пакетбот 5 (16) ноября бросил якорь у небольшого острова, впоследствии названного в честь руководителя экспедиции, а его экипаж перебрался на берег. В связи с отсутствием гавани пакетбот также планировалось поставить на берег, однако 28 ноября (9 декабря) 1741 года поднявшийся ветер выбросил судно на берег и разбил его на месте, предназначавшемся изначально для зимовки.
Во время зимовки на острове от цинги умерли еще 19 членов экипажа, а 8 (19) декабря умер командир судна Витус Беринг. В 1742 году из обломков пакетбота «Святой Пётр» был построен одноимённый гукор, на котором выжившим членам экипажа удалось добраться до Авачинской губы.
Оставленные на берегу бухты Командора орудия "Святого Петра" в дальнейшем под собственным весом ушли в водонасыщенный грунт. В ходе поисковых работ экспедиции Дальневосточного центра АН СССР летом 1981 года они были обнаружены 5 июня 1981 металлодетектором на трёхметровой глубине и извлечены в ходе раскопок 5-7 июля 1981 года (после реставрации, пять из них были переданы в Алеутский музей, ещё две были переданы во Владивосток).

## Командиры судна
Командиром пакетбота «Святой Пётр» с 1740 года по 8 (19) декабря 1741 года служил капитан-командор Витус Беринг.

### Комментарии
1. ↑  Вторым судном был пакетбот «Святой Павел».